# Liste des îles du Kazakhstan
Voici une liste des îles du Kazakhstan.

## Par ordre alphabétique
- Archipel Tyulen'i
- Île Kokaral
- Île Kulaly
- Île de Vozrozhdeniya
- Île Barsa-Kelmes (en)
- Îles Bolshiye Peshnyye (en)
- Île Durneva (en)
- Île Korzhin (en)
- Île Spirkin Oseredok (en)
- Île Dzhambayskiy (en)